# 八田町 (名古屋市)
- 日本 > 愛知県 > 名古屋市 > 中川区 > 八田町
- 日本 > 愛知県 > 名古屋市 > 中村区 > 八田町

八田町（はったちょう）は、愛知県名古屋市中川区および中村区の町名。丁番を持たない単独町名である。住居表示未実施。現在6つの小字が設置されている。

## 地理
名古屋市中川区八田町は区北部に位置し、東は柳森町・万町、西は岩塚町・花池町・柳瀬町、南は高畑五丁目・上高畑二丁目に接する。中村区八田町は区南部に位置し、北は並木二丁目・烏森町に接する。
中村区側はJR関西本線 八田駅、近鉄名古屋線 近鉄八田駅を含む鉄道敷地部分に存在する。

### 字一覧
八田町とその前身である愛知郡八田村の小字は以下の通り。以下の表において、
- 消滅した字については背景色    で示す。
- 現存する小字のうち中村区に所在するものには★を、中川区に存在するものには■を付した。
- 括弧内には読みを示す。

| 字                     | 字                      |
| ---------------------- | ----------------------- |
| 江戸免（えどめん）     | 上長草（かみながくさ）■ |
| 五反田（ごたんだ）■    | 下長草（しもながくさ）■ |
| 僉議（せぎ）■          | 長田（ちょうだ）★■      |
| 屋敷添（やしきぞえ）★■ |                         |

## 歴史

### 町名の由来
愛知郡八田村を前身とする。『尾張国地名考』は平安時代の開墾田を意味する「治田」（はりた）の転であると推測している。
また湿地を意味する「やだ」に「八田」を当てたとの説もある。

### 行政区画の変遷
- 1889年（明治22年）10月1日 - 町村制施行・合併に伴い、愛知郡柳森村大字八田となる[1]。
- 1906年（明治39年）5月10日 - 合併に伴い、常磐村大字八田となる[1]。
- 1921年（大正10年）8月22日 - 名古屋市中区へ編入し、同区八田町となる[1]。
- 1930年（昭和5年）6月20日 - 中区八田町字江戸免の一部を同区花池町3丁目・柳瀬町1丁目から3丁目に、字上長草の一部を花池町1丁目および2丁目に、字五反田の一部を花池町1丁目から3丁目・柳瀬町1丁目および2丁目に、字下長草の一部を花池町1丁目から3丁目・八田本町・柳瀬町1丁目および2丁目にそれぞれ編入[6]。同時に中区八田町字僉議・長田・屋敷添の各一部で小字を廃止し同区八田町とする[6]。八田区画整理組合の換地処分による（愛知県告示842号）。
- 1931年（昭和6年）11月15日 - 一部を柳瀬町へ編入[1]。
- 1932年（昭和7年）4月1日 - 一部を花池町・柳瀬町へ編入[1]。
- 1937年（昭和12年）10月1日 - 行政区変更に伴い、中川区所属となる[1]。
- 1944年（昭和19年）2月11日 - 一部が中村区へ編入され、同区八田町が成立[1][7]。
- 1977年（昭和52年）5月15日 - 中村区八田町字長田の一部を同区並木二丁目・烏森町6丁目へ編入[8]。
- 1980年（昭和55年）
  - 9月7日 - 中川区岩塚町・烏森町および中村区烏森町の各一部を中川区八田町へ編入[1]、一部が同区高畑五丁目・上高畑二丁目となる[9][10]。
  - 9月21日 - 中川区万町の一部を同区八田町へ編入[1]、一部を同区上高畑二丁目へ編入[10]。
- 1982年（昭和57年）8月29日 - 中川区高畑町の一部を同区八田町へ編入[1]。

## 世帯数と人口
2019年（平成31年）2月1日現在の世帯数と人口は以下の通りである。
| 区     | 町丁   | 世帯数  | 人口  |
| ------ | ------ | ------- | ----- |
| 中川区 | 八田町 | 508世帯 | 940人 |

## 学区
市立小・中学校に通う場合、学校等は以下の通りとなる。また、公立高等学校に通う場合の学区は以下の通りとなる。なお、小・中学校は学校選択制度を導入しておらず、番毎で各学校に指定されている。
| 区     | 町丁・字       | 小学校                                    | 中学校                                    | 高等学校 |
| ------ | -------------- | ----------------------------------------- | ----------------------------------------- | -------- |
| 中川区 | 八田町         | 名古屋市立常磐小学校 名古屋市立野田小学校 | 名古屋市立長良中学校 名古屋市立一柳中学校 | 尾張学区 |
| 中川区 | 八田町字上長草 | 名古屋市立常磐小学校                      | 名古屋市立長良中学校                      | 尾張学区 |
| 中川区 | 八田町字下長草 | 名古屋市立常磐小学校                      | 名古屋市立長良中学校                      | 尾張学区 |

## 施設
- 百五銀行 八田支店
- 岐阜信用金庫 八田支店
- 観音寺
- パチンコ製造・池田加工
- パチンコ製造・ライズ

## 交通

### 鉄道
- 八田駅
  - 東海旅客鉄道（JR東海） ■ 関西本線
  - 名古屋市営地下鉄 ■ 東山線

- 近鉄八田駅
  - 近畿日本鉄道（近鉄） ■ 名古屋線

### 道路
- 愛知県道190号名古屋一宮線（八田街道）

## その他

### 日本郵便
- 郵便番号 : 454-0877（中川区）[WEB 2]（集配局：中川郵便局[WEB 12]）。